# Thanatus mongolicus
Thanatus mongolicus es una especie de araña cangrejo del género Thanatus, familia Philodromidae. Fue descrita científicamente por Schenkel en 1936.

## Distribución
Esta especie se encuentra en Ucrania, Rusia (Europa), Kazajistán, Mongolia y China.